# Di tản bằng thuyền từ cảng Mariel

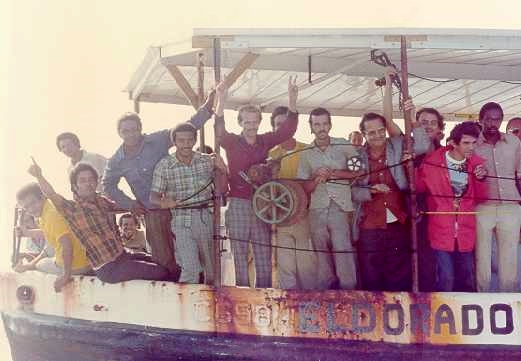
Dân tị nạn Cuba trên một thuyền đầy người

Di tản bằng thuyền từ cảng Mariel (tiếng Anh: Mariel boatlift, tiếng Tây Ban Nha: Éxodo del Mariel) là những chuyến di cư hàng loạt công dân Cuba từ ngày 15 tháng 4 cho đến 31 tháng 10 năm 1980 từ quốc đảo đến bang Florida, miền nam nước Mỹ. Những người tị nạn đi từ cảng Mariel gần thủ đô Cuba Havana, nơi họ được những người giúp đỡ tới trực tiếp từ miền Nam Florida bằng những loại thuyền khác nhau đón họ sang Hoa Kỳ. Vụ di tản đã bị thúc đẩy bởi tình trạng thiếu nhà ở và việc làm do tình hình kinh tế yếu kém của Cuba, dẫn đến những căng thẳng âm ỉ nội bộ trên hòn đảo này.
Sau khi khoảng 10.000 người dân Cuba cố gắng để được tị nạn bằng cách trốn vào sân của đại sứ quán Peru, chính phủ Cuba đã công bố rằng bất cứ ai muốn rời khỏi Cuba thì sẽ được phép ra đi. Việc di cư ồ ạt tiếp theo được tổ chức bởi người Mỹ gốc Cuba với sự đồng ý của Chủ tịch Cuba Fidel Castro. Sự xuất hiện của những người tị nạn ở Mỹ gây tác động chính trị tiêu cực cho Tổng thống Mỹ Jimmy Carter, khi người ta phát hiện ra rằng một số người lưu vong đã được thả ra từ các nhà tù và cơ sở chữa bệnh tâm thần Cuba. Cuộc di tản bằng thuyền từ cảng Mariel đã kết thúc bằng thỏa thuận giữa hai Chính phủ vào cuối tháng 10 năm 1980, sau khi có đến 125.000 người Cuba đã tới Florida.

## Bối cảnh

### Quan hệ Cuba và Hoa Kỳ
Vào cuối thập niên 1970, chính quyền của Tổng thống Mỹ Jimmy Carter đã tìm cách cải thiện quan hệ giữa Mỹ và Cuba, mặc dù mối quan hệ trở nên căng thẳng khi Cuba góp quân để hỗ trợ can thiệp quân sự của Liên Xô ở châu Phi và Trung Đông. Hai nước đấu tranh để đạt được thỏa thuận về việc nới lỏng lệnh cấm vận của Mỹ về thương mại như cho phép nhập khẩu một danh sách lựa chọn của dược phẩm đến Cuba mà không khiêu khích đối thủ chính trị của Carter trong Quốc hội Mỹ.
Vào tháng 9 năm 1978, Cuba và Mỹ lập lại quan hệ ngoại giao trong một hình thức hạn chế, mỗi nước thành lập một cơ quan lợi ích tại thủ đô của nước kia. Mười thành viên của Quốc hội đã đến thăm Cuba vào tháng 5 năm 1978, sau đó chính phủ Cuba phóng thích một người Mỹ đã quản lý một doanh nghiệp tại Cuba, bị giữ lại năm 1963, rồi bị cáo buộc là một điệp viên CIA, và bị kết án 50 năm tù. Một nhóm 55 người đã được đưa từ Cuba sang Mỹ bởi cha mẹ họ, mà đã trở về trong 3 tuần trong tháng 12 năm 1978, một trường hợp hiếm hoi của Cuba cho phép những người di dân sinh tại Cuba trở về. Trong tháng 12 năm 1978, hai nước đã thỏa thuận biên giới hàng hải của họ và tháng tiếp theo hai bên làm việc trên một thỏa thuận để cải thiện thông tin liên lạc với nhau trong eo biển Florida. Mỹ phản ứng với việc nới lỏng của Cuba trong việc hạn chế về di cư bằng cách cho phép người Mỹ gốc Cuba gửi tiền về, lên đến $ 500 mỗi người thân ở quê nhà.
Trong tháng 11 năm 1978, chính phủ của Fidel Castro tiếp đón tại Havana một nhóm người Cuba sống lưu vong và đã đồng ý ân xá cho 3.600 tù nhân chính trị và thông báo rằng họ sẽ được thả ra trong vòng một năm và được phép rời khỏi Cuba.
Hãng du lịch Caribbean Holidays bắt đầu cung cấp các chuyến đi nghỉ hè một tuần tới Cuba trong tháng 1 năm 1978 với sự hợp tác của Cubatur, cơ quan du lịch chính thức của Cuba. Vào tháng năm 1979, các tour du lịch đã được tổ chức cho người Mỹ để tham gia vào lễ hội Nghệ thuật Cuba (Carifesta) vào tháng 7, với các chuyến bay khởi hành từ Tampa, Mexico City và Montreal.

### Xin tỵ nạn tại các tòa đại sứ
Người dân Cuba nhiều lần đã tìm cách để xin tị nạn tại đại sứ quán của các nước Nam Mỹ dẫn đến các sự kiện của mùa xuân năm 1980. Vào ngày 21 tháng 3 năm 1978, hai nhà văn da đen trẻ tuổi, đã bị trừng phạt vì bất đồng chính kiến và bị từ chối cho phép di cư, Reynaldo Colas Pineda và Esteban Luis Cardenas Junquera, đã xin tị nạn ở sứ quán Argentina tại Havana không thành công. Họ đã bị kết án nhiều năm tù. Ngày 13 tháng 5 năm 1979, 12 người Cuba đã tìm cách xin tị nạn tại đại sứ quán Venezuela tại Havana, đâm xe buýt của họ xuyên qua một hàng rào để vào được sân và tòa nhà. Vào tháng 1 năm 1980, những nhóm người xin tị nạn ẩn náu tại tòa đại sứ quán Peru và Venezuela, và Venezuela gọi đại sứ của mình để tham vấn phản đối sự kiện, cảnh sát Cuba đã bắn vào họ. Peru triệu hồi đại sứ của mình trong tháng 3, sau khi ông ta từ chối hàng chục người Cuba xin tị nạn tại đại sứ quán của mình.

### Tuyên bố của Castro
Về việc xin ty nạn tại các tòa đại sứ và với các vụ cướp tàu sang Florida bởi những người dân Cuba muốn rời khỏi đất nước từ đầu năm nay, Fidel Castro báo cho biết trong một bài phát biểu vào ngày 8 tháng 3 năm 1980, chính phủ Cuba bị ép buộc đưa ra những biện pháp đặc biệt bởi sự thu nhận những người Cuba đó vào Hoa Kỳ. Ông nhắc lại việc mở cửa đột ngột cổng cảng Camarioca vào năm 1965  từ nơi đó những người Cuba lưu vong trong vòng một tháng có thể đón khoảng 5.000 thành viên gia đình bằng đường biển, trước khi Cuba và Mỹ thỏa thuận một cuộc không vận, qua đó đến năm 1973 mỗi năm khoảng 50.000 người Cuba được phép đi sang Hoa Kỳ. Castro nhấn mạnh, chương trình cách mạng của ông và cuộc đấu tranh cho chủ nghĩa Cộng sản dựa trên nguyên tắc tình nguyện 

### Tràn vào đại sứ quán Peru
Các vụ xâm nhập vào đại sứ quán sau đó đã trở thành một cuộc đối đầu giữa chính phủ Cuba và các đại sứ quán tại Havana. Một nhóm người Cuba đã tìm cách để vào được đại sứ quán Peru trong tuần cuối cùng của tháng Ba và vào ngày 1 tháng tư một nhóm 6 lái một chiếc xe buýt đã thành công trong việc đó và một người bảo vệ Cuba đã bị lạc đạn giết chết. Đại sứ quán Peru công bố họ sẽ không giao những người xin tị nạn cho cảnh sát Cuba. Sân tòa đại sứ quán chứa hai tòa nhà hai tầng và các khu vườn có diện tích kích thước của một sân bóng đá Mỹ. Kế đó, chính phủ Cuba công bố vào ngày 4 Tháng 4 rằng, họ đã rút lui các lực lượng an ninh của mình, thường là các nhân viên của Bộ Nội vụ trang bị súng máy, từ đại sứ quán: "Chúng ta không thể bảo vệ những đại sứ quán mà không hợp tác trong việc bảo vệ cho chính họ." Sau thông báo đó, khoảng 50 người Cuba bước vào sân đại sứ quán. Đến đêm ngày 5 tháng 4, con số đó đã tăng lên đến 2.000, trong đó có nhiều trẻ em và một vài cựu tù chính trị. Các quan chức Cuba đã thông báo qua loa phóng thanh rằng bất cứ ai đã vào tòa đại sứ quán không bị ép buộc bằng vũ lực, được tự do di cư nếu có nước nào cho họ nhập cảnh. Tổng thống Francisco Morales của Peru đã công bố sẵn sàng chấp nhận những người xin tị nạn. Các nhà ngoại giao từ một số quốc gia đã họp với Peru để thảo luận về tình hình, bao gồm cả việc cung cấp thực phẩm và nơi trú ẩn cho đám đông. Một quan chức của Bộ Ngoại giao Mỹ nói vào ngày 5 tháng 4 rằng, Hoa Kỳ sẽ cấp tỵ nạn cho các tù nhân chính trị và xử lý các đơn xin nhập cư khác theo quy trình tiêu chuẩn, trong đó cung cấp 400 visa nhập cư mỗi tháng cho người dân Cuba, ưu tiên cho những người có gia đình ở Mỹ.
Đến ngày 6 tháng 4 đám đông đã lên tới số 10.000 và các điều kiện vệ sinh trên cơ sở đại sứ quán trở nên tệ hại, chính quyền Cuba ngăn chặn không cho người dân vào nữa. Chính phủ Cuba gọi những người tìm kiếm tị nạn là "những người làm biếng, lang thang, các thành phần chống xã hội, tội phạm và rác rưởi". Vào ngày 8 tháng 4, 3.700 người tị nạn đã chấp nhận giấy hứa không bị quấy rầy để trở về nhà của họ và chính phủ đã bắt đầu cung cấp các lô hàng thực phẩm và nước. Peru cố gắng tổ chức một chương trình cứu trợ quốc tế, và đã đạt được cam kết đầu tiên của Bolivia, Colombia, Ecuador và Venezuela giúp tái định cư, và sau đó từ Tây Ban Nha, đồng ý nhận 500 người. Đến ngày 11 tháng 4, chính phủ Cuba đã bắt đầu cung cấp cho những người tị nạn các giấy tờ bảo đảm quyền của họ được di cư, giấy hứa sẽ không bị quấy rầy và hộ chiếu, và trong hai ngày đầu tiên khoảng 3000 người nhận được những giấy tờ này và rời khỏi đại sứ quán. Ngày 14 tháng 4, Tổng thống Mỹ Jimmy Carter tuyên bố Mỹ sẽ chấp nhận 3.500 người tị nạn và Costa Rica đồng ý cung cấp một khu vực để sàng lọc những người muốn nhập cư.

## Cuộc di dân
Castro cuối cùng vào ngày 20 tháng 4 năm 1980 nói rằng cảng Mariel sẽ được mở ra cho bất cứ ai muốn rời khỏi Cuba, miễn là họ được một người nào đó đến đón họ. Trong khi tin tức về tình hình này không được phát sóng tại Cuba, người Cuba lưu vong tại Hoa Kỳ vội vã đến Key West và bến cảng ở Miami để thuê thuyền hầu vận chuyển người đến Hoa Kỳ.
Ban đầu, chính quyền Carter đã có một chính sách mở cửa về việc người Cuba nhập cư. Những người Cuba tới Hoa Kỳ ngay lập tức được cấp quy chế tỵ nạn. Dư luận quần chúng về người tị nạn chính trị Cuba cũng thuận lợi.
Hàng chục tàu thuyền đến hàng ngày. Khoảng 706 người tị nạn đã tới chỉ riêng trên con tàu Red Diamond. Một chiếc tàu bị hư máy cách Key West 60 dặm và phải được kéo đến nước Mỹ. Không phải tất cả các tàu đến khu Truman chỉ chở người dân Cuba.
Người tị nạn được xử lý tại các trại thiết lập trong khu vực Miami, thường tại các địa điểm phòng thủ tên lửa ngừng hoạt động. Các khu trại khác được thành lập tại Orange Bowl và nhiều nhà thờ trên toàn khu vực. Một số khu trại được thành lập để phân biệt những người tị nạn cho đến khi họ có thể được phân phối đi những nơi khác như các khu trại Nike-Hercules tại Key Largo và Krome Avenue. Khi bắt đầu xử lý và ghi nhận, những người tị nạn đã nhanh chóng được chuyển giao tới các khu trại lớn hơn trong khu vực đô thị để họ có thể được đoàn tụ với người thân đang sống ở Mỹ cũng như để cho phép tương tác với các cơ quan hoạt động xã hội khác nhau như Catholic Charities, Hội Chữ thập đỏ Mỹ, và những tổ chức khác. Tại các địa điểm xử lý ban đầu các thành phần không được mong muốn đã được xác định và tách riêng ra.

### Tình trạng định cư
Tình hình thay đổi khi người ta phát hiện ra rằng, trong số những người tị nạn bao gồm những tên tội phạm và những người từ các bệnh viện tâm thần của Cuba. Tuy nhiên, theo viện nghiên cứu Brookings vào năm 1980, phần lớn các người tị nạn Mariel là dân lao động thợ thuyền phù hợp hoàn hảo với các lực lượng lao động ở Miami vào thời điểm đó.
Chính phủ Cuba cuối cùng đóng cửa cảng Mariel cho những người dân muốn di cư. Tổng cộng khoảng 125.000 người Cuba đến bờ biển của Hoa Kỳ trong khoảng 1.700 lượt tàu thuyền. 27 người di cư đã chết, trong đó có 14 nạn nhân chết khi một chiếc thuyền bị lật vì quá tải vào ngày 17 tháng 5 năm 1980. Khi đến nơi, nhiều người Cuba được đưa vào các trại tị nạn. Một số người khác được giữ tại các nhà tù liên bang chờ các phiên điều trần trục xuất.
Điều kiện đông đúc ở trung tâm xử lý nhập cư South Florida buộc cơ quan liên bang Mỹ phải di chuyển rất nhiều các Marielitos đến các trung tâm khác ở Fort Indiantown Gap, Pennsylvania, Fort McCoy, Wisconsin, trại Santiago, Puerto Rico, và Fort Chaffee, Arkansas. Các cơ quan cảnh sát dân sự liên bang cung cấp nhân viên để duy trì trật tự tại các trung tâm di dời. Bạo loạn xảy ra tại trung tâm Fort Chaffee và một số tù nhân trốn thoát đã trở thành một vấn đề tranh cãi trong cuộc tái bầu cử thất bại của Thống đốc Bill Clinton.
Đa số những người tị nạn là người Cuba bình thường. Nhiều người đã được phép rời Cuba vì lý do, mà tại Hoa Kỳ, coi đó là lòng trung thành trung lập hoặc cần được bảo vệ: thí dụ hàng chục ngàn là những người theo đạo Giáo hội Cơ Đốc Phục Lâm (Seventh-Day Adventist) hoặc nhân chứng Jehovah. Một số đã bị Ủy ban phường xóm ở Cuba tuyên bố là "chống xã hội chủ nghĩa". Tổng kết, chỉ có 2,2% (hoặc 2746 người) trong số những người tị nạn đã được phân loại là tội phạm nghiêm trọng hoặc bạo lực theo luật của Mỹ và bị từ chối quyền công dân trên cơ sở đó.